# قائمة الدول الأعضاء في الأمم المتحدة

خريطة للدول الأعضاء في الأمم المتحدة حتى أغسطس 2017، مع أقاليمها (بما في ذلك الأقاليم التابعة) التي تعترف بها الأمم المتحدة بالأخضر.

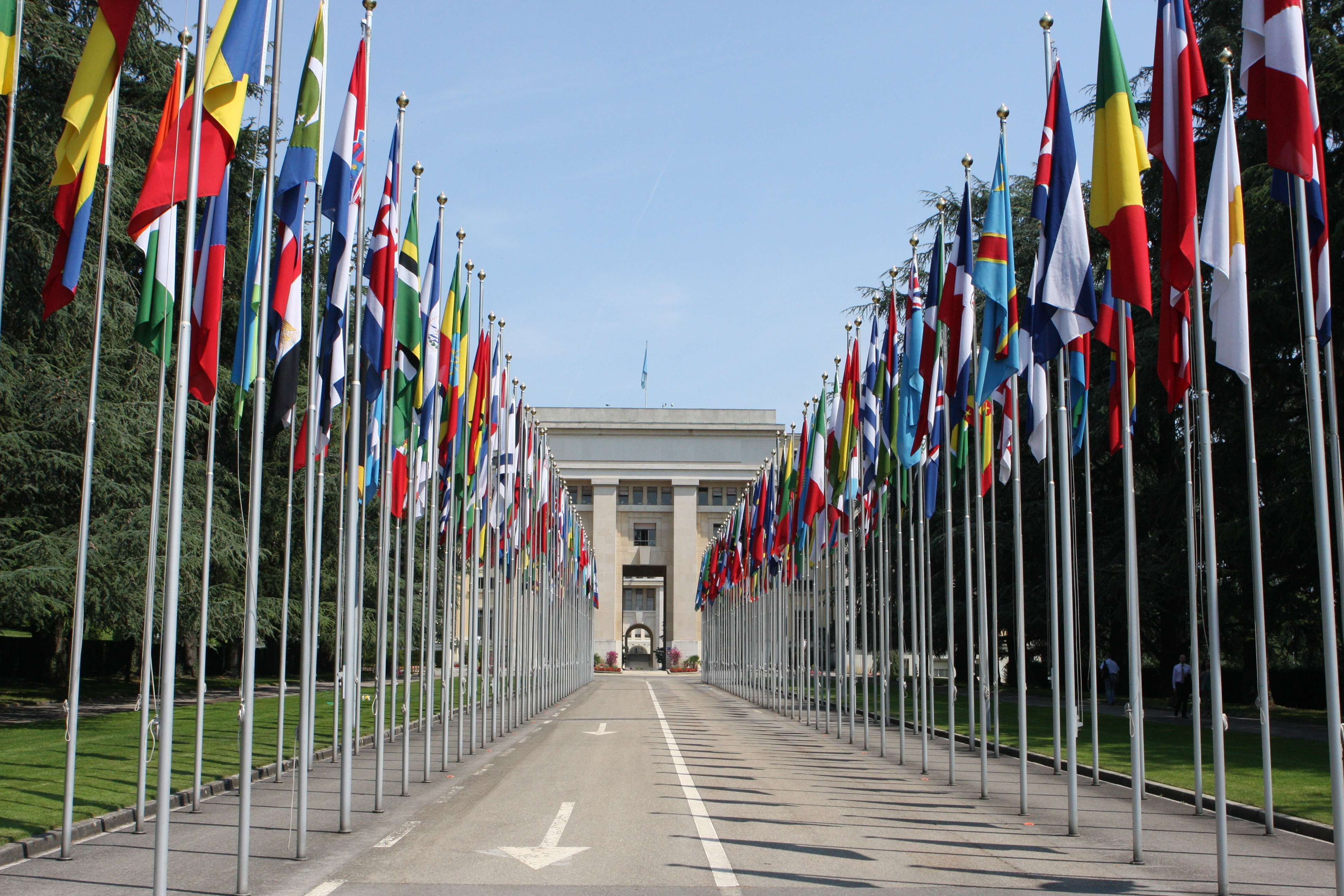
أعلام الدول الأعضاء في الأمم المتحدة أمام قصر الأمم (جنيف، سويسرا). ومنذ عام 2015، تُرفع أعلام الدولتين المراقبتين غير العضوتين جنبًا إلى جنب مع أعلام الدول الأعضاء.

الدُّوَلُ الأعضاء في الأُمَمِ المُتَّحِدة هي مجموعة الدول ذات السيادة في العالم والبالغ عددها 193 دولة وتتمتع بعضوية في الأمم المتّحدة، تُمثَّل هذه الدول تمثيلًا متساويًا في الجمعية العامة للأمم المتّحدة.
ترد معايير قبول الأعضاء الجدد في الأمم المتحدة في الفصل الثاني، المادة 4 من ميثاق الأمم المتّحدة:
1. العضوية في الأمم المتحدة مفتوحة لجميع الدول المحبة للسلام التي تقبل الالتزامات المنصوص عليها في الميثاق الحالي، وهي (في رأي المنظمة) قادرة وراغبة في تنفيذها.
2. تُقبل أية دولة من هذه الدول في عضوية "الأمم المتحدة" بقرار من الجمعية العامة بناءً على توصية مجلس الأمن.

تتطلب التّوصية الصادرة عن مجلس الأمن المُتعلقة بالقبول أن يوافق تسعة على الأقل من أعضاء المجلس الخمسة عشر، مع عدم استخدام أي من الأعضاء الخمسة دائمي العضوية حقهم في النقض. ويحتاج قبول الدولة بعد ذلك للنجاح في تصويت على توصية مجلس الأمن في الجمعية العامة بأغلبية الثلثين.
يمكن فقط أن تُصبح الدّول ذات السيادة أعضاء في الأمم المتّحدة، ولذلك فإن أعضاء الأمم المتّحدة كلهم في الوقت الحالي دول ذات سيادة. مع ذلك، فإن خمسة أعضاء لم يكونوا ذوي سيادة عندما انضموا إلى الأمم المتّحدة، ولكنهم استقلوا تمامًا بين عامي 1946 و1991. وبما أنه لا يمكن قبول أي دولة عضوًا في الأمم المتّحدة إلا بموافقة مجلس الأمن والجمعية العامة، فإن عددًا من الدول ذات السيادة وفقًا لاتفاقية مونتيفيديو ليست أعضاء في الأمم المتّحدة، لأن الأمم المتّحدة لا تعاملها معاملة الدول ذات السيادة، ويرجع ذلك أساسًا إلى الافتقار إلى الاعتراف الدّولي أو بسبب معارضة أحد الأعضاء الدائمين.
بالإضافة إلى الدّول الأعضاء؛ تدعو الأمم المتّحدة أيضًا الدّول غير الأعضاء لتشارك بصفة مراقب في الجمعية العامة (حاليًا: الكرسي الرسولي ودولة فلسطين)، مما يسمح لها بالمشاركة والتكلم في جلسات الجمعية العامة دون أن تصوت. كما يحق للجمعية العامة توجيه دعوة دائمة لمجموعة من المنظمات الحكومية الدولية وكيانات ومنظمات غير حكومية لتكون مراقبة ضمن جلسات وأعمال الجمعية العامة.

## الأعضاءُ المؤسِّسون

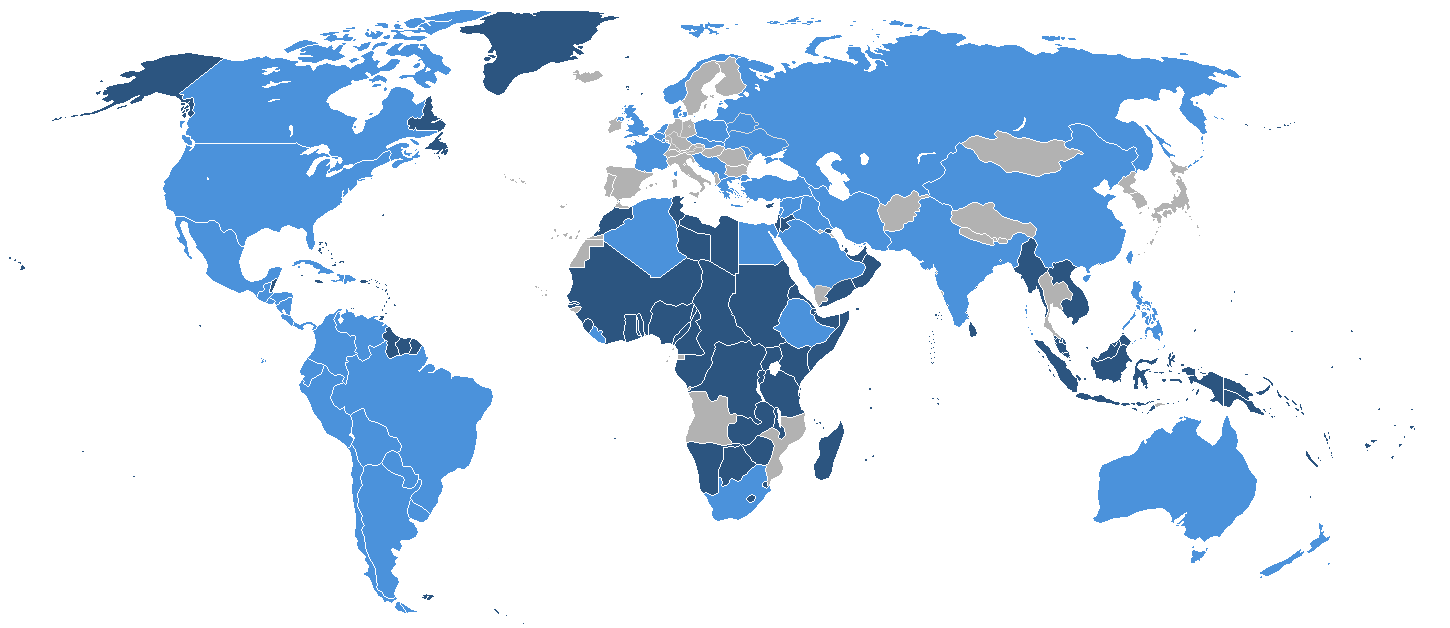
الأمم المتحدة في عام 1945 بعد الحرب العالمية الثانية. يشير اللون الأزرق الفاتح إلى الأعضاء المؤسسين، بينما تظهر المحميات والأراضي الخاصة بالأعضاء المؤسسين باللون الأزرق الغامق.

خريطة الدول الأعضاء الحالية في الأمم المتحدة حسب تواريخ قبولها.
1945 (الأعضاء المؤسسون)
1946–1959
1960–1989
1990–حتى الآن
الدول المراقبة غير الأعضاء

دخلت الأمم المتحدة رسميًا حيز الوجود في 24 أكتوبر 1945 بعد التصديق على ميثاق الأمم المتحدة من قبل الأعضاء الخمسة الدائمين في مجلس الأمن التابع للأمم المتحدة (جمهورية الصين، وفرنسا، والاتحاد السوفيتي، والمملكة المتحدة، والولايات المتحدة) وأغلبية من الموقعين الآخرين. وانضم ما مجموعه 51 من الأعضاء المؤسسين في ذلك العام؛ ووقع 50 منهم الميثاق في مؤتمر الأمم المتحدة المعني بالمنظمة الدولية في سان فرانسيسكو في 26 يونيو 1945، في حين وقعت بولندا (الّتي لم تكن ممثلة في المؤتمر) في 15 أكتوبر 1945. الأعضاء المؤسسون في الأمم المتحدة هم: فرنسا، وجمهورية الصين، والاتحاد السوفيتي، والمملكة المتحدة، والولايات المتحدة، والأرجنتين، وأستراليا، وبلجيكا، وبوليفيا، والبرازيل، وبيلاروس، وكندا، وتشيلي، وكولومبيا، وكوستاريكا، وكوبا، وتشيكوسلوفاكيا، والدنمارك، والجمهورية الدومينيكية، والإكوادور، والسعودية، ومصر، والسلفادور، وإثيوبيا، واليونان، وغواتيمالا، وهايتي، وهندوراس، والهند، وإيران، والعراق، ولبنان، وليبيريا، ولوكسمبورغ، والمكسيك، وهولندا، ونيوزيلندا، ونيكاراغوا، والنرويج، وبنما، وباراغواي، وبيرو، والفلبين، وبولندا، وجنوب أفريقيا، وسوريا، وتركيا، وأوكرانيا، وأوروغواي، وفنزويلا، ويوغوسلافيا.
ومن بين الأعضاء المؤسسين فإنّ 49 منهم إما أنهم لا يزالون أعضاء في الأمم المتحدة أو أن عضويتهم في الأمم المتحدة مستمرة من قبل دولة خلف. على سبيل المثال واصل الاتحاد الروسي عضوية الاتحاد السوفيتي بعد حلّه. العضوين المؤسسين الذين حُلِّت عضويتهما هما تشيكوسلوفاكيا ويوغوسلافيا، فقد توقفت عضويتهما في الأمم المتحدة منذ عام 1992 ولم يخلف أيًا منهما دولة أخرى.
شغلت جمهورية الصين مقعد الصين في الأمم المتحدة وقت تأسيسها، ولكن نتيجة لقرار الجمعية العامة للأمم المتحدة 2758 في عام 1971، تحتفظ اليوم جمهورية الصين الشعبية بهذا المقعد.
لم يكن لبعضٍ من الأعضاء المؤسسين صفة سيادية عندما انضموا إلى الأمم المتحدة، ولم يحصلوا على الاستقلال الكامل إلا في وقت لاحق:
- بيلاروس (جمهورية بيلاروس الاشتراكية السوفيتية السابقة) وأوكرانيا (جمهورية أوكرانيا الاشتراكية السوفيتية سابقًا) كانتا من الجمهوريات المكونة للاتحاد السوفيتي، إلى أن نالتا استقلالهما الكامل في عام 1991.
- خضعت الهند (التي كان إقليمها آنذاك قبل التقسيم يشمل أيضًا أراضي باكستان وبنغلاديش الحالية) للحكم الاستعماري البريطاني إلى أن نالت استقلالها الكامل في عام 1947.
- الفلبين (كومنولث الفلبين آنذاك) كانت منطقة ذات حكم ذاتي تابعة للولايات المتحدة، إلى أن نالت استقلالها الكامل في عام 1946.
- في حين أن نيوزيلندا تتمتع بالسيادة في ذلك الوقت بحكم الواقع، فإنها لم تكتسب القدرة الكاملة على الدخول في علاقات مع الدول الأخرى إلا في عام 1947 عندما أقرت قانون اعتماد لوستمينستر، حدث ذلك بعد مرور 16 سنة على اعتماد البرلمان البريطاني للنظام الأساسي لوستمينستر في عام 1931 الذي اعترف بالاستقلال الذاتي لنيوزيلندا. وفقًا لمعايير اتفاقية مونتيفيديو، وإذا ما حُكِمَ عليها بموجب معايير اتفاقية مونتيفيديو، فإن نيوزيلندا لم تحقق قيام دولة كاملة بحكم القانون حتى عام 1947".[7]

## الأعضاء الحاليون
الأعضاء الحاليون وتواريخ أنضمامهم مدرجة أدناه بتسمياتهم الرسميَّة باللغة العربيَّة والمستخدمة في الأممِ المتَّحدة.
| الدولة العضو                                       | تاريخ الانضمام | انظر أيضًا                                             |
| -------------------------------------------------- | -------------- | ----------------------------------------------------- |
| الاتحاد الروسي                                     | 24 أكتوبر 1945 | الاتحاد السوفيتي والأمم المتحدة وروسيا والأمم المتحدة |
| إثيوبيا                                            | 13 نوفمبر 1945 |                                                       |
| أذربيجان                                           | 2 مارس 1992    | أذربيجان والأمم المتحدة                               |
| الأرجنتين                                          | 24 أكتوبر 1945 |                                                       |
| الأردن                                             | 14 ديسمبر 1955 |                                                       |
| أرمينيا                                            | 2 مارس 1992    |                                                       |
| إريتريا                                            | 28 مايو 1993   |                                                       |
| إسبانيا                                            | 14 ديسمبر 1955 |                                                       |
| أستراليا                                           | 1 نوفمبر 1945  |                                                       |
| إستونيا                                            | 17 سبتمبر 1991 |                                                       |
| إسرائيل                                            | 11 مايو 1949   | إسرائيل والأمم المتحدة                                |
| أفغانستان                                          | 19 نوفمبر 1946 |                                                       |
| إكوادور                                            | 21 ديسمبر 1945 |                                                       |
| ألبانيا                                            | 14 ديسمبر 1955 |                                                       |
| ألمانيا                                            | 18 سبتمبر 1973 |                                                       |
| الإمارات العربية المتحدة                           | 9 ديسمبر 1971  |                                                       |
| أنتيغوا وبربودا                                    | 11 نوفمبر 1981 |                                                       |
| أندورا                                             | 28 يوليو 1993  |                                                       |
| إندونيسيا                                          | 28 سبتمبر 1950 | إندونيسيا والأمم المتحدة                              |
| أنغولا                                             | 1 ديسمبر 1976  |                                                       |
| أوروغواي                                           | 18 ديسمبر 1945 |                                                       |
| أوزبكستان                                          | 2 مارس 1992    |                                                       |
| أوغندا                                             | 25 أكتوبر 1962 |                                                       |
| أوكرانيا                                           | 24 أكتوبر 1945 |                                                       |
| إيران (جمهورية - إسلامية)                          | 24 أكتوبر 1945 |                                                       |
| أيرلندا                                            | 14 ديسمبر 1955 |                                                       |
| آيسلندا                                            | 19 نوفمبر 1946 |                                                       |
| إيطاليا                                            | 14 ديسمبر 1955 |                                                       |
| إسواتيني                                           | 24 سبتمبر 1968 |                                                       |
| بابوا غينيا الجديدة                                | 10 أكتوبر 1975 |                                                       |
| باراغواي                                           | 24 أكتوبر 1945 |                                                       |
| باكستان                                            | 30 سبتمبر 1947 |                                                       |
| بالاو                                              | 15 ديسمبر 1994 |                                                       |
| البحرين                                            | 21 سبتمبر 1971 |                                                       |
| البرازيل                                           | 24 أكتوبر 1945 |                                                       |
| بربادوس                                            | 9 ديسمبر 1966  |                                                       |
| البرتغال                                           | 14 ديسمبر 1955 |                                                       |
| بروني دار السلام                                   | 21 سبتمبر 1984 |                                                       |
| بلجيكا                                             | 27 ديسمبر 1945 |                                                       |
| بلغاريا                                            | 14 ديسمبر 1955 |                                                       |
| بليز                                               | 25 سبتمبر 1981 |                                                       |
| بنغلاديش                                           | 17 سبتمبر 1974 |                                                       |
| بنما                                               | 13 نوفمبر 1945 |                                                       |
| بنن                                                | 20 سبتمبر 1960 |                                                       |
| بوتان                                              | 21 سبتمبر 1971 |                                                       |
| بوتسوانا                                           | 17 أكتوبر 1966 |                                                       |
| بوركينا فاسو                                       | 20 سبتمبر 1960 |                                                       |
| بوروندي                                            | 18 سبتمبر 1962 |                                                       |
| البوسنة والهرسك                                    | 22 مايو 1992   |                                                       |
| بولندا                                             | 24 أكتوبر 1945 |                                                       |
| بوليفيا (دولة-متعددة القوميات)                     | 14 نوفمبر 1945 |                                                       |
| بيرو                                               | 31 أكتوبر 1945 |                                                       |
| بيلاروس                                            | 24 أكتوبر 1945 |                                                       |
| تايلند                                             | 15 ديسمبر 1946 |                                                       |
| تركمانستان                                         | 2 مارس 1992    |                                                       |
| تركيا                                              | 24 أكتوبر 1945 |                                                       |
| ترينيداد وتوباغو                                   | 18 سبتمبر 1962 |                                                       |
| تشاد                                               | 20 سبتمبر 1960 |                                                       |
| توغو                                               | 20 سبتمبر 1960 |                                                       |
| توفالو                                             | 5 سبتمبر 2000  |                                                       |
| تونس                                               | 12 نوفمبر 1956 |                                                       |
| تونغا                                              | 14 سبتمبر 1999 |                                                       |
| تيمور- ليشتي                                       | 27 سبتمبر 2002 |                                                       |
| جامايكا                                            | 18 سبتمبر 1962 |                                                       |
| الجبل الأسود                                       | 28 يونيو 2006  |                                                       |
| الجزائر                                            | 8 أكتوبر 1962  |                                                       |
| جزر البهاما                                        | 18 سبتمبر 1973 |                                                       |
| جزر سليمان                                         | 19 سبتمبر 1978 |                                                       |
| جزر القمر                                          | 12 نوفمبر 1975 |                                                       |
| جزر مارشال                                         | 17 سبتمبر 1991 |                                                       |
| جمهورية أفريقيا الوسطى                             | 20 سبتمبر 1960 |                                                       |
| الجمهورية التشيكية                                 | 19 يناير 1993  |                                                       |
| جمهورية تنزانيا المتحدة                            | 14 ديسمبر 1961 |                                                       |
| جمهورية جنوب السودان                               | 14 يوليو 2011  |                                                       |
| الجمهورية الدومينيكية                              | 24 أكتوبر 1945 |                                                       |
| الجمهورية العربية السورية                          | 24 أكتوبر 1945 |                                                       |
| جمهورية كوريا                                      | 17 سبتمبر 1991 | كوريا والأمم المتحدة                                  |
| جمهورية كوريا الشعبية الديمقراطية                  | 17 سبتمبر 1991 | كوريا والأمم المتحدة                                  |
| جمهورية الكونغو الديمقراطية                        | 20 سبتمبر 1960 |                                                       |
| جمهورية لاو الديمقراطية الشعبية                    | 14 ديسمبر 1955 |                                                       |
| جمهورية مقدونيا الشمالية                           | 8 أبريل 1993   |                                                       |
| جمهورية مولدوفا                                    | 2 مارس 1992    |                                                       |
| جنوب أفريقيا                                       | 7 نوفمبر 1945  |                                                       |
| جورجيا                                             | 31 يوليو 1992  |                                                       |
| جيبوتي                                             | 20 سبتمبر 1977 |                                                       |
| الدانمرك                                           | 24 أكتوبر 1945 |                                                       |
| دومينيكا                                           | 18 ديسمبر 1978 |                                                       |
| الرأس الأخضر                                       | 16 سبتمبر 1975 |                                                       |
| رواندا                                             | 18 سبتمبر 1962 |                                                       |
| رومانيا                                            | 14 ديسمبر 1955 |                                                       |
| زامبيا                                             | 1 ديسمبر 1964  |                                                       |
| زيمبابوي                                           | 25 أغسطس 1980  |                                                       |
| ساموا                                              | 15 ديسمبر 1976 |                                                       |
| سان تومي وبرينسيبي                                 | 16 سبتمبر 1975 |                                                       |
| سان مارينو                                         | 2 مارس 1992    |                                                       |
| سانت فنسنت وجزر غرينادين                           | 16 سبتمبر 1980 |                                                       |
| سانت كيتس ونيفس                                    | 23 سبتمبر 1983 |                                                       |
| سانت لوسيا                                         | 18 سبتمبر 1979 |                                                       |
| سري لانكا                                          | 14 ديسمبر 1955 |                                                       |
| السلفادور                                          | 24 أكتوبر 1945 |                                                       |
| سلوفاكيا                                           | 19 يناير 1993  |                                                       |
| سلوفينيا                                           | 22 مايو 1992   |                                                       |
| سنغافورة                                           | 21 سبتمبر 1965 |                                                       |
| السنغال                                            | 28 سبتمبر 1960 |                                                       |
| السودان                                            | 12 نوفمبر 1956 |                                                       |
| سورينام                                            | 4 ديسمبر 1975  |                                                       |
| السويد                                             | 19 نوفمبر 1946 |                                                       |
| سويسرا                                             | 10 سبتمبر 2002 |                                                       |
| سيراليون                                           | 27 سبتمبر 1961 |                                                       |
| سيشيل                                              | 21 سبتمبر 1976 |                                                       |
| شيلي                                               | 24 أكتوبر 1945 |                                                       |
| صربيا                                              | 1 نوفمبر 2000  |                                                       |
| الصومال                                            | 20 سبتمبر 1960 |                                                       |
| الصين                                              | 24 أكتوبر 1945 | الصين والأمم المتحدة                                  |
| طاجيكستان                                          | 2 مارس 1992    |                                                       |
| العراق                                             | 21 ديسمبر 1945 |                                                       |
| عمان                                               | 7 أكتوبر 1971  |                                                       |
| غابون                                              | 20 سبتمبر 1960 |                                                       |
| غامبيا                                             | 21 سبتمبر 1965 |                                                       |
| غانا                                               | 8 مارس 1957    |                                                       |
| غرينادا                                            | 17 سبتمبر 1974 |                                                       |
| غواتيمالا                                          | 21 نوفمبر 1945 |                                                       |
| غيانا                                              | 20 سبتمبر 1966 |                                                       |
| غينيا                                              | 12 ديسمبر 1958 |                                                       |
| غينيا الاستوائية                                   | 12 نوفمبر 1968 |                                                       |
| غينيا-بيساو                                        | 17 سبتمبر 1974 |                                                       |
| فانواتو                                            | 15 سبتمبر 1981 |                                                       |
| فرنسا                                              | 24 أكتوبر 1945 | فرنسا والأمم المتحدة                                  |
| الفلبين                                            | 24 أكتوبر 1945 |                                                       |
| فنزويلا (جمهورية - البوليفارية)                    | 15 نوفمبر 1945 |                                                       |
| فنلندا                                             | 14 ديسمبر 1955 |                                                       |
| فيجي                                               | 13 أكتوبر 1970 |                                                       |
| فييت نام                                           | 20 سبتمبر 1977 |                                                       |
| قبرص                                               | 20 سبتمبر 1960 |                                                       |
| قطر                                                | 21 سبتمبر 1971 |                                                       |
| قيرغيزستان                                         | 2 مارس 1992    |                                                       |
| كازاخستان                                          | 2 مارس 1992    |                                                       |
| الكاميرون                                          | 20 سبتمبر 1960 |                                                       |
| كرواتيا                                            | 22 مايو 1992   |                                                       |
| كمبوديا                                            | 14 ديسمبر 1955 |                                                       |
| كندا                                               | 9 نوفمبر 1945  |                                                       |
| كوبا                                               | 24 أكتوبر 1945 |                                                       |
| كوت ديفوار                                         | 20 سبتمبر 1960 |                                                       |
| كوستاريكا                                          | 2 نوفمبر 1945  |                                                       |
| كولومبيا                                           | 5 نوفمبر 1945  |                                                       |
| الكونغو                                            | 20 سبتمبر 1960 |                                                       |
| الكويت                                             | 14 مايو 1963   |                                                       |
| كيريباس                                            | 14 سبتمبر 1999 |                                                       |
| كينيا                                              | 16 ديسمبر 1963 |                                                       |
| لاتفيا                                             | 17 سبتمبر 1991 |                                                       |
| لبنان                                              | 24 أكتوبر 1945 |                                                       |
| لكسمبرغ                                            | 24 أكتوبر 1945 |                                                       |
| ليبيريا                                            | 2 نوفمبر 1945  |                                                       |
| ليبيا                                              | 14 ديسمبر 1955 |                                                       |
| ليتوانيا                                           | 17 سبتمبر 1991 |                                                       |
| ليختنشتاين                                         | 18 سبتمبر 1990 |                                                       |
| ليسوتو                                             | 17 أكتوبر 1966 |                                                       |
| مالطة                                              | 1 ديسمبر 1964  |                                                       |
| مالي                                               | 28 سبتمبر 1960 |                                                       |
| ماليزيا                                            | 17 سبتمبر 1957 |                                                       |
| مدغشقر                                             | 20 سبتمبر 1960 |                                                       |
| مصر                                                | 24 أكتوبر 1945 |                                                       |
| المغرب                                             | 12 نوفمبر 1956 |                                                       |
| المكسيك                                            | 7 نوفمبر 1945  |                                                       |
| ملاوي                                              | 1 ديسمبر 1964  |                                                       |
| ملديف                                              | 21 سبتمبر 1965 |                                                       |
| المملكة العربية السعودية                           | 24 أكتوبر 1945 |                                                       |
| المملكة المتحدة لبريطانيا العظمى وآيرلندا الشمالية | 24 أكتوبر 1945 | المملكة المتحدة والأمم المتحدة                        |
| منغوليا                                            | 27 أكتوبر 1961 |                                                       |
| موريتانيا                                          | 27 أكتوبر 1961 |                                                       |
| موريشيوس                                           | 24 أبريل 1968  |                                                       |
| موزامبيق                                           | 16 سبتمبر 1975 |                                                       |
| موناكو                                             | 28 مايو 1993   |                                                       |
| ميانمار                                            | 19 أبريل 1948  |                                                       |
| ميكرونيزيا (ولايات ــ الموحدة)                     | 17 سبتمبر 1991 |                                                       |
| ناميبيا                                            | 23 أبريل 1990  |                                                       |
| ناورو                                              | 14 سبتمبر 1999 |                                                       |
| النرويج                                            | 27 نوفمبر 1945 |                                                       |
| النمسا                                             | 14 ديسمبر 1955 |                                                       |
| نيبال                                              | 14 ديسمبر 1955 |                                                       |
| النيجر                                             | 20 سبتمبر 1960 |                                                       |
| نيجيريا                                            | 7 أكتوبر 1960  |                                                       |
| نيكاراغوا                                          | 24 أكتوبر 1945 |                                                       |
| نيوزيلندا                                          | 24 أكتوبر 1945 |                                                       |
| هايتي                                              | 24 أكتوبر 1945 |                                                       |
| الهند                                              | 30 أكتوبر 1945 |                                                       |
| هندوراس                                            | 17 ديسمبر 1945 |                                                       |
| هنغاريا                                            | 14 ديسمبر 1955 |                                                       |
| هولندا                                             | 10 ديسمبر 1945 |                                                       |
| الولايات المتحدة الأمريكية                         | 24 أكتوبر 1945 | الولايات المتحدة والأمم المتحدة                       |
| اليابان                                            | 18 ديسمبر 1956 |                                                       |
| اليمن                                              | 30 سبتمبر 1947 |                                                       |
| اليونان                                            | 25 أكتوبر 1945 |                                                       |

## المراقبون وغير الأعضاء

### الدول المراقبة
بالإضافة إلى الدول الأعضاء، هناك دولتان مراقبتان غير عضوتين: الكرسي الرسولي ودولة فلسطين.
- يحتفظ الكرسي الرسولي بالسيادة على دولة الفاتيكان ويقيم علاقات دبلوماسية مع 180 دولة أخرى. وقد ظلت دولة بصفة مراقب منذ 6 أبريل 1964، وحصلت على جميع حقوق العضوية الكاملة باستثناء التصويت في 1 يوليو 2004.[10]
- مُنحت منظمة التحرير الفلسطينية صفة مراقب بوصفها «كيانًا غير عضو» في 22 نوفمبر 1974.[11] واعترافًا بإعلان المجلس الوطني الفلسطيني دولة فلسطين في 15 نوفمبر 1988، قرّرت الجمعية العامة للأمم المتحدة اعتبارًا من 15 ديسمبر 1988 بأنه ينبغي استخدام تسمية «دولة فلسطين» بدلًا من تسمية «منظمة التحرير الفلسطينية» في منظومة الأمم المتحدة.[12] في 23 سبتمبر 2011 قدّم محمود عباس رئيس السلطة الوطنية الفلسطينية طلب الحصول على عضوية الأمم المتحدة لدولة فلسطين إلى الأمين العام للأمم المتحدة بان كي مون؛ ولم يصوت مجلس الأمن التابع للأمم المتحدة على الطلب. وفي 31 أكتوبر 2011، صوتت الجمعية العامة لليونسكو على قبول فلسطين كعضو، فأصبحت أول وكالة تابعة للأمم المتحدة تقبل فلسطين كعضو كامل العضوية.[13] أُعترف بدولة فلسطين بوصفها «دولة غير عضو» في 29 نوفمبر 2012، عندما وافقت الجمعية العامة للأمم المتحدة على قرار الجمعية العامة للأمم المتحدة 67/19 بأغلبية 138 صوتًا مقابل 9 أصوات وامتناع 41 عضوًا عن التصويت.[14]

### المنظمات المراقبة
أصدرت الجمعية العامة للأمم المتحدة مجموعة من الدعوات الدائمة لبعض المنظمات الحكومية الدولية كمراقبين في أعمال وجلسات الجمعية العامة للأمم المتحدة، وتقسّم الأمم المتحدة هذه المنظمات إلى ثلاث تصنيفات أساسية.

#### المنظمات الحكومية الدولية المراقبة في دورات وأعمال الجمعية العامة ولديها مكاتب دائمة في المقر
| اسم المنظمة                                | تاريخ منحها صفة مراقب |
| ------------------------------------------ | --------------------- |
| الاتحاد الإفريقي                           | 11 أكتوبر 1965        |
| التحالف الدولي للطاقة الشمسية              | 9 ديسمبر 2021         |
| المنظمة الاستشارية القانونية الأفرو-آسيوية | 13 أكتوبر 1980        |
| الجماعة الكاريبية                          | 16 أكتوبر 1991        |
| منظومة التكامل في أمريكا الوسطى            | 12 أكتوبر 1995        |
| أمانة الكومنولث                            | 18 أكتوبر 1976        |
| مجلس التعاون لدول الخليج العربية           | 6 ديسمبر 2007         |
| المجموعة الاقتصادية لدول وسط أفريقيا       | 12 ديسمبر 2000        |
| المجموعة الاقتصادية لدول غرب أفريقيا       | 2 ديسمبر 2004         |
| الاتحاد الأوروبي                           | 11 أكتوبر 1974        |
| غرفة التجارة الدولية                       | 13 ديسمبر 2016        |
| منظمة الشرطة الجنائية الدولية              | 15 نوفمبر 1996        |
| منظمة قانون التنمية الدولية                | 12 ديسمبر 2001        |
| المعهد الدولي للديمقراطية والانتخابات      | 9 ديسمبر 2003         |
| المنظمة الدولية للفرانكفونية               | 10 نوفمبر 1978        |
| الوكالة الدولية للطاقة المتجددة            | 9 ديسمبر 2011         |
| الاتحاد الدولي لحفظ الطبيعة                | 17 ديسمبر 1999        |
| الأمانة العامة لجامعة الدول العربية        | 1 نوفمبر 1950         |
| منظمة التعاون الاقتصادي والتنمية           | 15 أكتوبر 1998        |
| منظمة الدول الأمريكية                      | 16 أكتوبر 1948        |
| منظمة التعاون الإسلامي                     | 10 أكتوبر 1975        |
| منظمة التعاون الآسيوي للغابات ‏             | 15 ديسمبر 2020        |
| الجمعية البرلمانية للبحر الأبيض المتوسط    | 16 ديسمبر 2009        |
| شركاء في السكان والتنمية ‏                  | 19 نوفمبر 2002        |
| مركز الجنوب                                | 11 ديسمبر 2008        |
| جامعة السلام                               | 11 ديسمبر 2008        |

#### المنظمات الحكومية الدولية المراقبة في دورات وأعمال الجمعية العامة وليس لها مكاتب دائمة في المقر
| اسم المنظمة | تاريخ منحها صفة مراقب |
| --- | --------------------- |
| بنك التنمية الإفريقي                                                                                               | 28 أكتوبر 1987        |
| وكالة حظر الأسلحة النووية في أمريكا اللاتينية ومنطقة البحر الكاريبي ‏                                               | 17 أكتوبر 1988        |
| جماعة دول الأنديز                                                                                                  | 22 نوفمبر 1997        |
| مؤسسة الأنديز للتنمية                                                                                              | 14 أكتوبر 2012        |
| مكتب بحوث الاقتصاد الكلي في رابطة آسيان +3                                                                         | 7 ديسمبر 2017         |
| بنك التنمية الآسيوي                                                                                                | 19 نوفمبر 2002        |
| البنك الآسيوي للاستثمار في البنية التحتية                                                                          | 20 ديسمبر 2018        |
| رابطة الدول الكاريبية                                                                                              | 15 أكتوبر 1998        |
| رابطة أمم جنوب شرق آسيا                                                                                            | 4 ديسمبر 2006         |
| منظمة التعاون الاقتصادي للبحر الأسود                                                                               | 8 أكتوبر 1999         |
| بنك أمريكا الوسطى للتكامل الاقتصادي ‏                                                                               | 13 ديسمبر 2016        |
| معهد التعاون الاقتصادي الإقليمي لآسيا الوسطى                                                                       | 15 ديسمبر 2020        |
| مبادرة أوروبا الوسطى                                                                                               | 9 ديسمبر 2011         |
| منظمة معاهدة الأمن الجماعي                                                                                         | 2 ديسمبر 2004         |
| الصندوق المشترك للسلع الأساسية ‏                                                                                    | 23 نوفمبر 2005        |
| رابطة الدول المستقلة                                                                                               | 24 مارس 1994          |
| مجموعة البلدان الناطقة بالبرتغالية                                                                                 | 26 أكتوبر 1999        |
| تجمع دول الساحل والصحراء                                                                                           | 12 ديسمبر 2001        |
| مؤتمر وزراء العدل في الدول الإيبيرية-الأمريكية                                                                     | 13 ديسمبر 2016        |
| المؤتمر المعني بالتفاعل وتدابير بناء الثقة في آسيا ‏                                                                | 6 ديسمبر 2007         |
| مجلس أوروبا | 17 أكتوبر 1989        |
| المنظمة العالمية للجمارك                                                                                           | 23 مارس 1999          |
| مجموعة الدول الثماني الإسلامية النامية                                                                             | 10 ديسمبر 2014        |
| مجموعة شرق أفريقيا                                                                                                 | 9 ديسمبر 2003         |
| المجموعة الاقتصادية لدول وسط أفريقيا                                                                               | 12 ديسمبر 2000        |
| المجموعة الاقتصادية لدول غرب أفريقيا                                                                               | 2 ديسمبر 2004         |
| منظمة التعاون الاقتصادي                                                                                            | 13 أكتوبر 1993        |
| مؤتمر ميثاق الطاقة                                                                                                 | 6 ديسمبر 2007         |
| بنك التنمية الأوراسي                                                                                               | 6 ديسمبر 2007         |
| المجموعة الاقتصادية الأوراسية                                                                                      | 9 ديسمبر 2003         |
| المجموعة الأوراسية المعنية بمكافحة غسل الأموال وتمويل الإرهاب                                                      | 7 ديسمبر 2017         |
| المنظمة الأوروبية للأبحاث النووية                                                                                  | 14 ديسمبر 2012        |
| المنظمة الأوروبية للقانون العام                                                                                    | 20 ديسمبر 2018        |
| صندوق تنمية الشعوب الأصلية في أمريكا اللاتينية ومنطقة البحر الكاريبي                                               | 7 ديسمبر 2017         |
| التحالف العالمي للأراضي الجافة                                                                                     | 15 ديسمبر 2020        |
| الصندوق العالمي لمكافحة الإيدز والسل والملاريا ‏                                                                    | 16 ديسمبر 2009        |
| المعهد العالمي للنمو الأخضر ‏                                                                                       | 16 ديسمبر 2013        |
| مجموعة الدول الهشة السبع الموسعة                                                                                   | 18 ديسمبر 2019        |
| مؤتمر لاهاي للقانون الدولي الخاص ‏                                                                                  | 23 نوفمبر 2005        |
| المؤتمر الإيبيري - الأمريكي ‏                                                                                       | 23 نوفمبر 2005        |
| لجنة المحيط الهندي                                                                                                 | 4 ديسمبر 2006         |
| رابطة حافة المحيط الهندي                                                                                           | 14 ديسمبر 2015        |
| مصرف التنمية للبلدان الأمريكية                                                                                     | 12 ديسمبر 2000        |
| الهيئة الحكومية الدولية المعنية بالتنمية                                                                           | 9 ديسمبر 2011         |
| الأكاديمية الدولية لمكافحة الفساد                                                                                  | 16 ديسمبر 2013        |
| المركز الدولي لتطوير سياسات الهجرة ‏                                                                                | 19 نوفمبر 2002        |
| غرفة التجارة الدولية                                                                                               | 13 ديسمبر 2016        |
| المنظمة الدولية للحماية المدنية ‏                                                                                   | 14 ديسمبر 2015        |
| المؤتمر الدولي لمنطقة البحيرات الكبرى                                                                              | 16 ديسمبر 2009        |
| المجلس الدولي لاستكشاف البحار                                                                                      | 20 ديسمبر 2018        |
| الصندوق الدولي لإنقاذ بحر آرال ‏                                                                                    | 11 ديسمبر 2008        |
| اللجنة الدولية لتقصي الحقائق في المسائل الإنسانية                                                                  | 16 ديسمبر 2009        |
| المنظمة الهيدروغرافية الدولية                                                                                      | 12 ديسمبر 2001        |
| اليونيدروا | 16 ديسمبر 2013        |
| الشبكة الدولية للخيزران والروطان ‏                                                                                  | 7 ديسمبر 2017         |
| مجمع الفكر الدولي للبلدان النامية غير الساحلية                                                                     | 20 ديسمبر 2018        |
| المنظمة الدولية للشباب في البلدان الأ يبيرية - الأمريكية                                                           | 13 ديسمبر 2016        |
| مجموعة البنك الإسلامي للتنمية                                                                                      | 28 مارس 2007          |
| المعهد الإيطالي-الأمريكي اللاتيني ‏                                                                                 | 6 ديسمبر 2007         |
| المنظومة الاقتصادية لأمريكا اللاتينية ومنطقة البحر الكاريبي                                                        | 13 أكتوبر 1980        |
| رابطة أمريكا اللاتينية للتكامل ‏                                                                                    | 23 نوفمبر 2005        |
| برلمان أمريكا اللاتينية                                                                                            | 13 نوفمبر 1993        |
| بنك التنمية الجديد                                                                                                 | 20 ديسمبر 2018        |
| صندوق الأوبك للتنمية الدولية                                                                                       | 4 ديسمبر 2016         |
| مجموعة دول إفريقيا والكاريبي والمحيط الهادئ                                                                        | 15 أكتوبر 1981        |
| منظمة دول شرق الكاريبي                                                                                             | 2 ديسمبر 2004         |
| منظمة الأمن والتعاون في أوروبا                                                                                     | 13 أكتوبر 1993        |
| منظمة غوام للتطوير الديمقراطي والاقتصادي                                                                           | 9 ديسمبر 2003         |
| جماعة المحيط الهادي ‏                                                                                               | 10 ديسمبر 2014        |
| منتدى تنمية جزر منطقة المحيط الهادئ                                                                                | 13 ديسمبر 2016        |
| منتدى جزر المحيط الهادئ                                                                                            | 17 أكتوبر 1994        |
| الوكالة الحكومية الدولية الأفريقية للمياه والمرافق الصحية في أفريقيا                                               | 16 ديسمبر 2013        |
| محكمة التحكيم الدائمة                                                                                              | 13 أكتوبر 1993        |
| المركز الإقليمي المعني بالأسلحة الصغيرة والأسلحة الخفيفة في منطقة البحيرات الكبرى والقرن الأفريقي والدول المتاخمة ‏ | 6 ديسمبر 2007         |
| منظمة شنغهاي للتعاون                                                                                               | 2 ديسمبر 2004         |
| مبادرة الطاقة المستدامة للدول الجزرية الصغيرة النامية                                                              | 15 ديسمبر 2020        |
| رابطة جنوب آسيا للتعاون الإقليمي                                                                                   | 2 ديسمبر 2004         |
| مركز الجنوب | 11 ديسمبر 2008        |
| مجموعة التنمية لإفريقيا الجنوبية                                                                                   | 2 ديسمبر 2004         |
| الاتحاد من أجل المتوسط                                                                                             | 14 ديسمبر 2015        |
| اتحاد دول أمريكا الجنوبية                                                                                          | 9 ديسمبر 2011         |
| الاتحاد الاقتصادي والنقدي لغرب أفريقيا                                                                             | 9 ديسمبر 2011         |

#### الكيانات الأخرى المراقبة في دورات وأعمال الجمعية العامة ولديها مكاتب دائمة في المقر
| اسم المنظمة                                         | تاريخ منحها صفة مراقب |
| --------------------------------------------------- | --------------------- |
| اللجنة الدولية للصليب الأحمر                        | 16 أكتوبر 1990        |
| الاتحاد الدولي لجمعيات الصليب الأحمر والهلال الأحمر | 19 أكتوبر 1994        |
| اللجنة الأولمبية الدولية                            | 19 أكتوبر 2009        |
| الاتحاد البرلماني الدولي                            | 19 نوفمبر 2002        |
| فرسان مالطا                                         | 24 أغسطس 1994         |

## وصلاتٌ خارجيَّة
- الموقع الرسمي